# Raheleh Asemani
Raheleh Asemani (Karaj, 21 giugno 1989) è una taekwondoka belga.
Ha rappresentato il Belgio ai Giochi olimpici estivi di Rio de Janeiro 2016. In carriera ha vinto due bronzi agli europei di Montreux 2016 e Sofia 2021 nei tornei dei 57 chilogrammi.

## Palmarès
- Europei

Montreux 2016: bronzo nei 57 kg.
Sofia 2021: bronzo nei 57 kg.